# Vinça
Vinça (catalansk: Vinçà) er en by og kommune i departementet Pyrénées-Orientales i Sydfrankrig.
Vinça var indtil 2015 hovedby i et kanton af samme navn.

## Geografi
Vinça ligger ved floden Têt i landskabet Conflent. Mod vest ligger Marquixanes (5 km) og mod øst Rodès (5 km) og Bouleternère (6 km). Nærmeste større byer er mod vest Prades (11 km) og mod øst Perpignan (35 km).
Tæt på byen er der bygget en dæmning over Têt, som har skabt en 5 km lang kunstig sø. Dæmningen er 55 m høj og 192 m bred og sikrer kunstvanding til 7.000 ha landbrugsland længere nede i Têt-dalen. Dæmningen bruges også som drikkevandsreservoir og sikring mod oversvømmelser men ikke til el-produktion.

## Demografi

### Udvikling i folketal
| 1962                                                              | 1968  | 1975  | 1982  | 1990  | 1999  | 2007  | 2013  | 2017  |
| ----------------------------------------------------------------- | ----- | ----- | ----- | ----- | ----- | ----- | ----- | ----- |
| 1.610                                                             | 1.622 | 1.587 | 1.589 | 1.655 | 1.666 | 1.856 | 1.955 | 2.075 |
| Tal fra og med 1962 er uden dobbelttælling (sans doubles comptes) |       |       |       |       |       |       |       |       |